# فلورنتينو فرنانديز (ملاكم)
فلورنتينو فرنانديز (7 مارس 1936 بسانتياغو دي كوبا في كوبا - 28 يناير 2013 بميامي في الولايات المتحدة) هو ملاكم كوبي، صنّف ضمن فئة الوزن المتوسط.

## إحصائيات
خاض خلال مسيرته 67 نزالا، فاز في 50 وتعادل في 1 وخسر في 16. فاز بالضربة القاضية في 43 نزالا.